# 古巴—韩国关系
古巴—韓國關係（西班牙語：Relaciones Cuba-Corea del Sur）亦称韓國—古巴關係（：／），是指古巴共和國與大韓民國兩國的雙邊關係。1949－1959年两国有正式外交联系，因古巴革命導致斷交後，與大韓民國關係極不友好。但1990年代後期來兩國關係已有改善。2024年2月14日，古巴与韩国恢复中断长达65年的外交关系，此后双边关系步入正轨。

## 政治交流
在日本统治时期的韩国，由大韩民国临时政府成立的大韩人国民会曾在古巴开设分会馆，并为韩国的抗日独立运动诸团体提供资金。1948年，大韓民國建立，古巴於1949年7月12日承認大韓民國並與之建交，古巴曾經是拉丁美洲第一個承認韓國的國家，韓戰期間，古巴因處於反共陣營，總統卡洛斯·普里奥·索卡拉斯曾經給予韓國約27萬美元的援助。1957年2月，古巴在台北復設駐中華民國大使館，並兼轄韓國。
1959年1月，菲德尔·卡斯特罗發動古巴革命，推翻了富爾亨西奧·巴蒂斯塔，古巴新政府立即宣布了與韓國斷交，並且撤銷了對韓國的承認。1960年8月29日，古巴與朝鮮民主主義人民共和國建交。此后，古巴与韩国关系长期紧张，古巴亦是為數不多的通過抵制1988年漢城奧運會以聲援北韓的國家之一。
1999年，韩国在联合国大会上同意解除美國對古巴的禁運的决议案，此后双边关系开始改善。2014年12月，古巴與美國關係實現了正常化，12月18日，韓國外交部發言人在例行記者會上表示，韓國政府對美國和古巴開啓關係正常化進程表示歡迎。韓國希望「以恢復美國與古巴關係磋商為契機，兩國面向新時代為改善關係所付出的努力能取得進展。」
2016年6月4日，时任韩国外长尹炳世訪問古巴首都哈瓦那，这是韩国外长首次访问古巴。尹炳世本人称此访「将成为改善韩古关系的重要里程碑。」同年11月25日，菲德尔·卡斯特罗因病去世，韩国外交部在11月28日就菲德尔·卡斯特罗逝世表示哀悼，向古巴政府和人民表示慰问，并表达愿古巴实现不断发展和繁荣的良好愿望。2018年5月9日，韩国外长康京和出席在古巴首都哈瓦那舉行的第37屆聯合國拉丁美洲和加勒比經濟委員會大會，這是古巴共产党第一书记劳尔·卡斯特羅执政以后韩国外長再次訪問古巴。韩国外交部发言人鲁圭德表示，古巴是本次大會的主辦國，韓方期待康京和此行有機會與古巴政府人士見面。古巴長期與朝鮮保持友好關係，又是在朝鮮之前與美國實現關係正常化的國家，因此有分析認為，如能促成會晤，雙方將就改善朝美關係和推進朝鮮改革開放等交換意見。韩国政府正在不斷擴大與古巴在經濟、文化、體育、開發等多領域的交流與合作，為改善雙邊關係夯實基礎，未來將在此基礎上持續改善兩國關係。
2022年9月，韩国政府向古巴提议以联合国大会为契机举行外交部长双边会谈，但遭到古巴拒绝；尽管如此，2022年10月，韩国发生梨泰院踩踏事故后，古巴政府向韩国政府表示了慰问。
2024年2月14日，韩国和古巴常驻联合国代表团在美国纽约以交换外交文件的方式正式建立外交关系。韩国外交部表示，通过与古巴建交，两国有望扩大经济合作，为韩企进军古巴奠定制度性基础，进而推动两国深化实质性合作。建交之后，韩国可为访问古巴的公民提供系统的领事协助。两国今后将积极协商互设常驻外交机构等建交跟进措施。2024年4月，两国达成合意，决定在对方首都互设大使馆，在建交初期，兩國沒有在對方首都互設具大使館性質的代表機構，韓國對古巴的相關事務曾由韓國駐墨西哥大使館兼轄，古巴對韓國的相關事務则由古巴駐日本大使館兼轄。2025年1月，首任古巴驻韓大使到任，韓國驻哈瓦那大使馆也随即于当月开馆。

## 旅遊

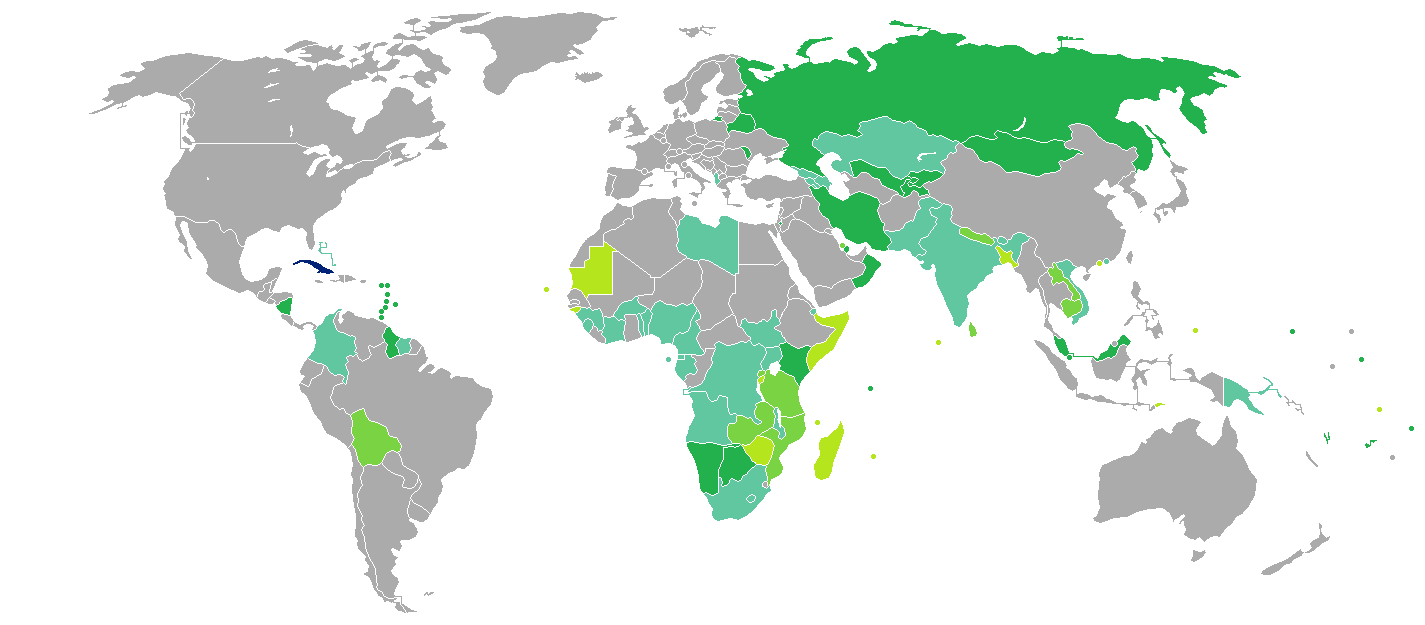
持古巴護照的古巴公民需要提前申请签证才能入境韩国。

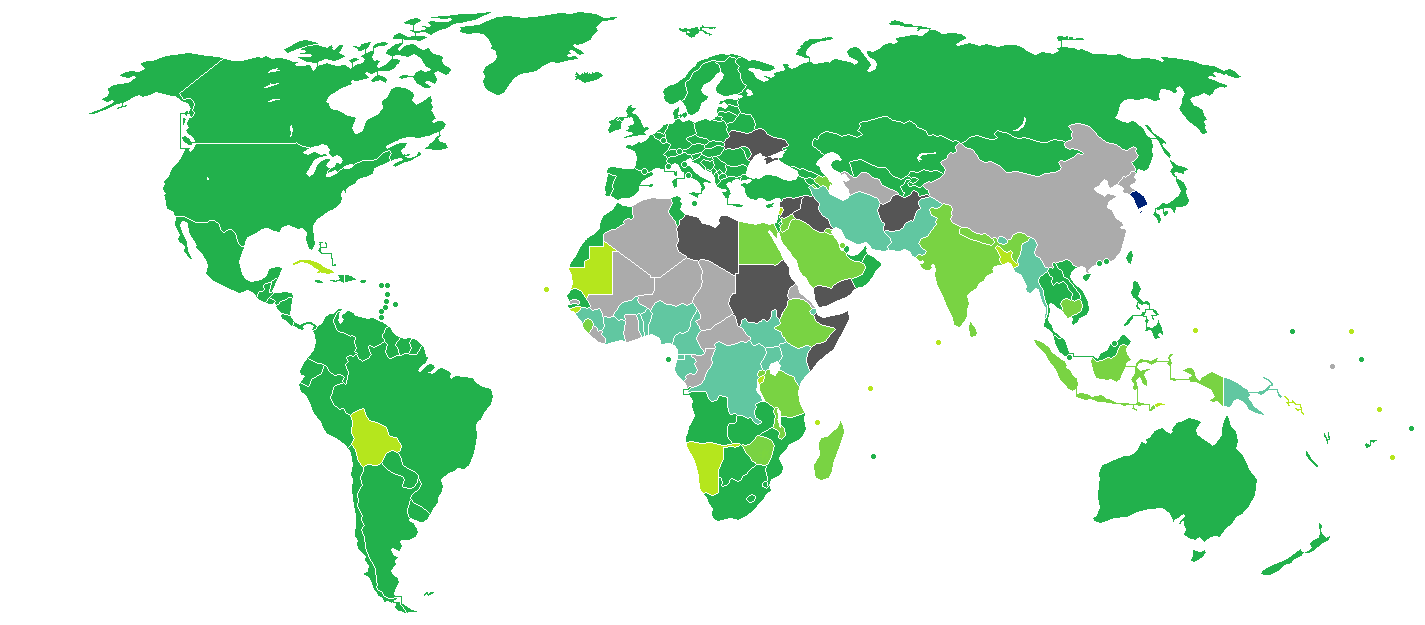
持韩国護照的韩国公民需要提前申请签证才能入境古巴。

### 簽證
參見：古巴簽證政策和古巴公民簽證要求
以及：韩国簽證政策和韩国公民簽證要求
兩國公民皆須申請簽證方可入境對方國家。持有古巴護照的古巴公民必须申请签证方可入境韩国。若前往济州岛，也需要韩国签证。韩国推出的其他签证优惠政策并不适用于古巴公民，若古巴公民自1996年起曾入境韩国超过3次或自2006年起持有澳大利亚、加拿大、新西兰、英国或美国的居留许可，则可免签证入境济州岛30天。
持韩国護照的韩国公民可以向就近的古巴使领馆、旅行社或航空公司申請「觀光卡」（西班牙語：Tarjeta del Turista）方可入境古巴，停留不超過30天。

## 经贸关系
古巴與韓國在經貿上存在着一定的交流。在2005年，古巴首都哈瓦那還設立了韓國貿易館。韩国现代重工业公司亦曾向古巴提供了成套电站移动发电机，用于该国的电网的建設，該電站的图片随后被印在古巴10可兑换比索钞票中。
2005年以来，韓、古兩國雙邊貿易額增长迅速，與2004年相比貿易總額增長了28%。韓國已經成為古巴在亞洲地區的第四大貿易夥伴，僅次於中國、日本和越南。2019年，双边贸易额达到4700万美元。

### 会展
韩国于2007年、2012年参加了在古巴哈瓦那举办的博览会，2012年，三星电子、现代汽车、锦湖轮胎等企业参加了韩国馆在古巴的展示和洽谈。

## 文化交流
2000年以后，韓、古兩國擴大了文化交流，2014年，韩国语能力考试亦首次在古巴首都哈瓦那举办。2018年，韩剧《男朋友》也首次在古巴取景。2022年，在韓國驻墨西哥大使館的支持下，首个韓國文化中心在古巴开设，并开始提供韩国语课程。